# فيروس أبو مينا
فيروس أبو مينا (بالإنجليزية: Abu Mina virus)‏ هو سلاسلة ضمن جنس الفيروسة البنياوية الطبيعية.